# Elżbieta Stefańska
Elżbieta Stefańska-Kłyś (Cracòvia, 7 de setembre, 1943), es una clavecinista i professora polonesa, professora d'art, filla dels pianistes Halina Czerny-Stefańska i Ludwik Stefański.
Guardonada amb la Creu d'Oficial de l'Orde Polònia Restituta (2001) i la Medalla de Plata (2008) i Or (2018) "Zasłużony Kulturze Gloria Artis".

## Biografia
Educació i docència

A la seva joventut, va estudiar clavecí sota la supervisió de Janina Wysocka-Ochlewska, i després es va graduar a l'Escola Superior Estatal de Música de Cracòvia a la classe de Hans Pischner de Berlín. Va perfeccionar les seves habilitats en classes magistrals a Siena i Weimar. El 1982, va obtenir el títol de professora. Entre els anys 1981 i 1990 va ser la cap del Departament de Clavecí i Instruments d'Època a l'Acadèmia de Música de Cracòvia. També imparteix classes magistrals.

## Carrera musical
És guardonada del Concurs de Música Antiga de Łódź (1964) i del Concurs Internacional de Música de Ginebra (1965). Gràcies a aquests èxits, va iniciar una carrera internacional. Ha ofert concerts en molts països europeus (Anglaterra, Àustria, Bulgària, República Txeca, Espanya, Països Baixos, Alemanya, Rússia, Romania, Eslovàquia, Suïssa, Suècia, Hongria, Lituània, Letònia, Ucraïna, França i Itàlia), Àsia (Iran, Japó, Corea del Sud i Taiwan) i els EUA.
Ha participat com a jurat en concursos de música, com ara el Concurs Internacional de Clavicèmbal de Munic (1970), el Concurs de Piano de Taipei (1990), el Concurs Internacional Bach de Leipzig (1992) i el Concurs Internacional de Clavicèmbal de Varsòvia (1993).
Ha fet enregistraments per al segell Polskie Nagrania "Muza", EMI, Decca Records i Fonit Centra. Per a Pony Canyon (Tòquio) ha gravat 6 CD amb 18 sonates de Wolfgang Amadeus Mozart en un piano de l'època del compositor. Per a la mateixa companyia també ha gravat obres de Johann Sebastian Bach.